# Symphurus piger
Symphurus piger és un peix teleosti de la família dels cinoglòssids i de l'ordre dels pleuronectiformes que viu a l'Atlàntic occidental (des de Florida fins a les Petites Antilles).